# Tetranychus cocosinus
Tetranychus cocosinus är en spindeldjursart som beskrevs av Boudreaux 1954. Tetranychus cocosinus ingår i släktet Tetranychus och familjen Tetranychidae. Inga underarter finns listade i Catalogue of Life.